# Tierras Peleadas (Tierras Amigas)
Tierras Peleadas (Tierras Amigas) es una ranchería del municipio de Jalpa de Méndez ubicado en la subregión centro del estado mexicano de Tabasco.

## Geografía
La localidad de Tierras Peleadas (Tierras Amigas) se sitúa en las coordenadas geográficas 18°08′48″N 93°02′12″O / 18.146667, -93.036667, a una elevación de 7 metros sobre el nivel del mar.

## Demografía
Según el Conteo de Población y Vivienda 2020, efectuado por el Instituto Nacional de Estadística y Geografía, la localidad de Tierras Peleadas (Tierras Amigas) tiene 716 habitantes, de los cuales 363 son del sexo masculino y 353 del sexo femenino. Su tasa de fecundidad es de 2.19 hijos por mujer y tiene 185 viviendas particulares habitadas.
| Gráfica de evolución demográfica de Tierras Peleadas (Tierras Amigas) entre 1950 y 2020 |
|                                                                                         |
| INEGI.                                                                                  |